# Адигени (село)
Адигени (груз. ადიგენი) — село в Грузии, на территории Адигенского муниципалитета края (мхаре) Самцхе-Джавахети.

## География
Село находится в южной части Грузии, на левом берегу реки Кваблиани, у западной окраины посёлка городского типа Адигени, административного центра муниципалитета. Абсолютная высота — 1200 метров над уровнем моря.

## Население
По результатам официальной переписи населения 2014 года, в Адигени проживало 288 человек (138 мужчин и 150 женщин). В национальной структуре населения грузины составляли 99 %, украинцы — 0,7 %, русские — 0,3 %.
| Год  | Население, человек |
| ---- | ------------------ |
| 2002 | 383                |
| 2014 | ↘ 288              |